# Coating
Een coating (ook wel deklaag of oppervlaktebehandeling) is een mengsel van stoffen dat op verschillende ondergronden gestreken kan worden.
Coating is uit het Engels ontleend en wordt binnen de materiaalkunde nog wel vervangen door zijn Nederlandse varianten, maar als begrip in de papierproductie en coatingindustrie is het woord niet meer weg te denken.
Coatings worden aangebracht op metaal, hout, glas, kunststof, papier, enzovoort.
Een coating bestaat uit de volgende onderdelen:
- Pigment, ook vulstof genoemd
- Oplosmiddel
- Bindmiddel

Om de eigenschappen te verbeteren, kunnen ook hulpstoffen worden toegevoegd.

## Gebruik
Een coating wordt ingezet om het materiaal te verbeteren.
Enige voorbeelden:
- Een antistatische coating op polyesterfoliën.
- Een coating op papier, die de bedrukbaarheid en glans verbeteren, zoals bij magazine-papier.
- Een thin film-coating zodat het gecoate materiaal verbeterde eigenschappen krijgt, zoals geleidbaarheid, hardheid of ter decoratie.
- Een coating die een oppervlakte brandwerend kan maken.
- Een coating op papier, zodat het beter met inkjetprinters bedrukt kan worden.
- Een barrière op een materiaal aanbrengen, zodat het bijvoorbeeld ondoordringbaar voor olie en vet wordt of water afstoot.
- Een coating om graffiti tegen te gaan, omdat het makkelijker te verwijderen is
- Een coating om corrosie tegen te gaan.

## Pigment
Het pigment is het belangrijkste in de coating. Het materiaal waarop de coating aangebracht wordt, krijgt bijzondere eigenschappen mee. Deze eigenschappen worden hoofdzakelijk door het pigment in de coating bepaald, bijvoorbeeld de kleur of de glans. Meer informatie over de verschillende pigmenten kan men vinden bij vulstoffen.
De meest gebruikte pigmenten in coatings zijn calciumcarbonaat, kaolien en titaandioxide.
Coating wordt veel toegepast in de voedselindustrie, hiermee kunnen sturingen worden gegeven aan een actieve grondstof, houdbaarheid verlengen, geuren maskeren en behoud van kwaliteit geven.

## Bindmiddel
Het bindmiddel zorgt ervoor dat de pigmenten met het substraat en onderling verbonden worden. De keuze van het bindmiddel in de coating is zeer belangrijk, omdat daardoor de reologie van de coating tijdens het coaten/strijken wordt bepaald. Ook de porositeit van de gedroogde coating wordt er door bepaald, wat bijvoorbeeld weer belangrijk is voor een inkjet-papier.
Typische voorbeelden van bindmiddelen zijn: polyvinylalcohol, polyurethaan, styreen butadieen (emulsie) latex, zetmeel (natief en gemodificeerd), caseïne en carboxymethylcellulose.

## Oplosmiddel
Coatings kunnen in twee groepen worden verdeeld: waterig en oplosmiddelhoudend.
Het oplosmiddel dat wordt gebruikt in de coating bepaalt de reologie en de mate waarin de coating de oppervlakte totaal vernet (bedekt).
Het meest wordt een waterige coating gebruikt, omdat oplosmiddelhoudende coatings over het algemeen duurder zijn en voor het coaten extra installaties nodig hebben. Een coater, die met oplosmiddelhoudende coatings werkt, moet explosievrij gebouwd worden. Ook moet de lucht, die gebruikt is voor het drogen van de coating, speciaal nabehandeld worden. Het oplosmiddel in de lucht moet of verbrand worden, of geabsorbeerd worden.
Typische voorbeelden van gebruikte oplosmiddelen zijn water, aceton, alcohol (ethanol) en isopropanol.

## Rubber coatings
Rubber coatings worden door hun specifieke eigenschappen al jarenlang wereldwijd toegepast voor infrastructurele, woningbouw en industriële projecten. Deze vloeibare rubber coatings, afhankelijk van de dikte van het membraan, zijn geschikt voor luchtafdichting, waterafdichting of corrosie bescherming. Rubberen coatings zijn vaak volledig hechtende flexibele coatings die naadloos aan de ondergrond hechten. De producten zijn koud toepasbaar en door geen gebruik te maken van VOC's of andere toxische stoffen, in de meeste gevallen volledig milieuvriendelijk. Deze rubber coatings hebben een hoge elasticiteit, waardoor ten opzichte van bijvoorbeeld bitumen of EPDM, vrijwel geen scheuren kunnen ontstaan.

## Additieven
- Anti-schuimmiddel en ontschuimer, zodat er geen luchtbellen in de coating ontstaan
- Viscositeitsregelaar, waarmee de viscositeit aangepast wordt, zodat de coating beter verwerkbaar is
- Dispergeermiddel, voor het dispergeren van het pigment in het oplosmiddel
- Kleurstof, voor het kleuren van de coating
- opwitter, voor het witter maken van de coating
- pH-regelaar, het regelen van de pH is soms nodig vanwege bepaalde stoffen in de coating, die zouden kunnen reageren. De juiste pH kan verkleuring en veroudering verminderen of voorkomen.
- Watervastmaker. Met deze stof wordt in de coating moleculen met elkaar verbonden zodat een netwerk wordt gevormd, waardoor een resistentie van de gedroogde coating tegen water wordt verkregen
- Verloopmiddel (vloeimiddel). Hiermee kan ervoor gezorgd worden dat de coating zich egaal over het substraat verdeelt
- Geleidbaarheidsmiddel, voor het verhogen van de geleidbaarheid, waardoor bijvoorbeeld opbouw van statische elektriciteit wordt verminderd